# Police (ort i Tjeckien, Vysočina)
Police är en ort i Tjeckien.   Den ligger i regionen Vysočina, i den sydöstra delen av landet, 150 km sydost om huvudstaden Prag. Police ligger 453 meter över havet och antalet invånare är 379.
Terrängen runt Police är platt. Runt Police är det glesbefolkat, med 16 invånare per kvadratkilometer. Närmaste större samhälle är Jemnice, 7,4 km nordväst om Police. Trakten runt Police består till största delen av jordbruksmark.